# Hashtādān
Hashtādān (persiska: هشتادان, Hashtādūn, Hashtādom) är en ort i Iran.   Den ligger i provinsen Kerman, i den östra delen av landet, 900 km sydost om huvudstaden Teheran. Hashtādān ligger 1 677 meter över havet och antalet invånare är 242.
Terrängen runt Hashtādān är kuperad åt nordost, men åt sydväst är den bergig. Runt Hashtādān är det glesbefolkat, med 13 invånare per kvadratkilometer. Närmaste större samhälle är Andūhjerd, 18,4 km nordost om Hashtādān. Trakten runt Hashtādān är ofruktbar med lite eller ingen växtlighet.